# 사카이 다다즈미 (1710년)

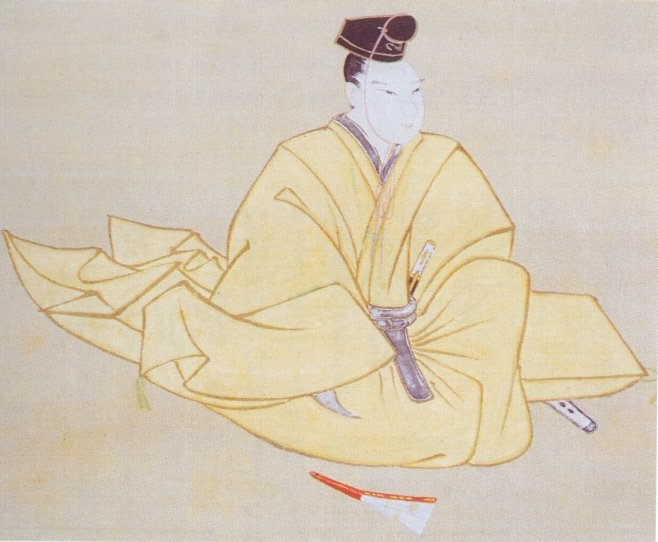
사카이 다다즈미

사카이 다다즈미(酒井忠恭)는 에도 시대 중기의 다이묘이다. 고즈케 마에바시 번 제9대 번주, 하리마 히메지번 초대 번주를 지냈다. 에도 막부 오사카 조다이와 노중수좌를 역임하였다. 사카이 우타노카미 계 종가(雅楽頭系酒井家) 제9대 당주.
| 전임 사카이 지카모토 | 제14대 사카이 가문 우타노카미 파 종가 당주 1731년 ~ 1772년 | 후임 사카이 다다자네 |

| 전임 사카이 지카모토 | 제9대 마에바시 번 번주 (사카이 가문 우타노카미 파 종가) 1731년 ~ 1749년 | 후임 마쓰다이라 도모노리 |

| 전임 마쓰다이라 도모노리 | 제1대 히메지번 번주 (사카이 가문 우타노카미 파 종가) 1749년 ~ 1772년 | 후임 사카이 다다자네 |

| 전임 오타 스케하루 | 제29대 오사카 조다이 1740년 ~ 1744년 | 후임 홋타 마사스케 |